# درموت گلگر
 درموت گلگر  (به انگلیسی: Dermot Gallagher) (زاده ۲۰ مه ۱۹۵۷) داور سابق اهل ایرلند جنوبی است.
وی داوری را از سال ۱۹۸۵ شروع کرده و از سال ۱۹۹۴ تا ۲۰۰۲ میلادی در لیست داوران فیفا قرار داشته‌است.